# 毛山楂
毛山楂（学名：Crataegus maximowiczii，别名马氏山楂、马山楂）是蔷薇科山楂属的植物。分布在朝鲜、日本、俄罗斯以及中国大陆的内蒙古、黑龙江、吉林、辽宁、青岛等地，生长于海拔200至1 000米的地区，多生长在生杂木林中、林边、河岸沟边以及路边，目前尚未大规模人工引种栽培。

## 异名
- Crataegus maximowiczii Schneid. var. ninganensis S. Q. Nie et B. J. Jen